# Ministro de Asuntos Exteriores de Rusia
El Ministro de Asuntos Exteriores de Rusia (en ruso: Министр иностранных дел) es un miembro de alto rango del gobierno ruso encargado de administrar el Ministerio de Relaciones Exteriores.
Es uno de los cinco ministros presidenciales, junto con los Ministros de Defensa, Asuntos Internos, Situaciones de Emergencia y Justicia, todos ellos, miembros del Gabinete, los cuales están subordinados con el Presidente.
Al igual que otros ministros, es nominado y designado por el Presidente después de consultar con el Consejo de la Federación (mientras que los ministros no presidenciales son nominados por el primer ministro y nombrados por el presidente después de la aprobación de la Duma Estatal). El ministro también es miembro permanente del Consejo de Seguridad ruso.
Actualmente, el titular de este cargo es Serguéi Lavrov, miembro del Partido político Rusia Unida, y asumió su cargo el 24 de febrero de 2004.

## Jefes delPosolski Prikaz(1549-1699)

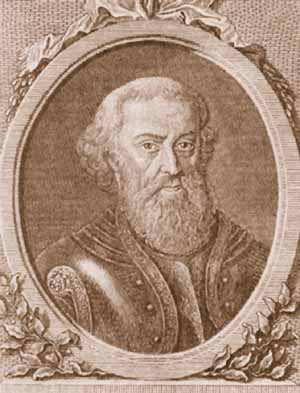
Artamón Matvéyev

- Iván Viskovatyi 1549–62
- Andréi Vasíliev 1562–1570
- Hermanos Vasily y Andréi Shchelkalov 1570–1601

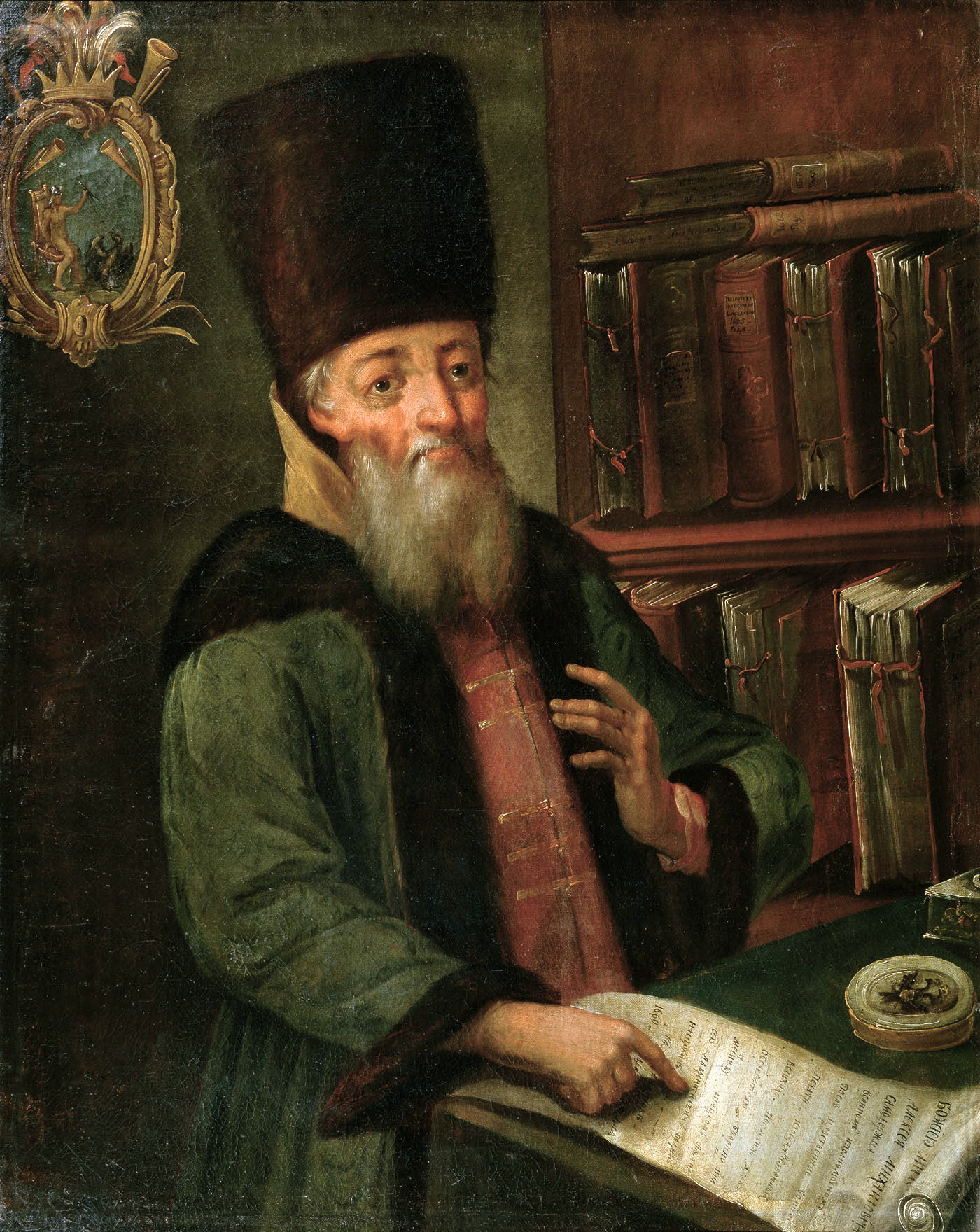
Afanasy Ordin-Nashchokin

- Afanasy Vlasyev 1601–05
- Iván Gramotin 1605–06Afanasy Ordin-NashchokinArtamón Matvéyev
- Vasily Telepnev 1606–10
- Iván Gramotin 1610–12
- Piotr Tretiakov 1613–18
- Iván Gramotin 1618–26
- Efim Telepnev 1626–30
- Fiódor Likachov 1630–31
- Iván Gryazev 1632–34
- Iván Gramotin 1634–35
- Fiódor Likachov 1635–43
- Grigori Lvov 1643–46
- Nazari Chistói 1647–48
- Mijaíl Volosheninov 1648–53
- Almaz Ivánov 1653–67
- Afanasi Ordín-Nashchokin 1667–71
- Artamón Matvéyev 1671–76
- Larión Ivánov 1676–80
- Vasili Volynsky 1680–82
- Vasili Galitzine 1682–89
- Emelian Ukraintsev 1689–99
- Lev Naryshkin 1697–99

## Cancilleresyvicecancilleresdel Imperio Ruso (1699-1801)

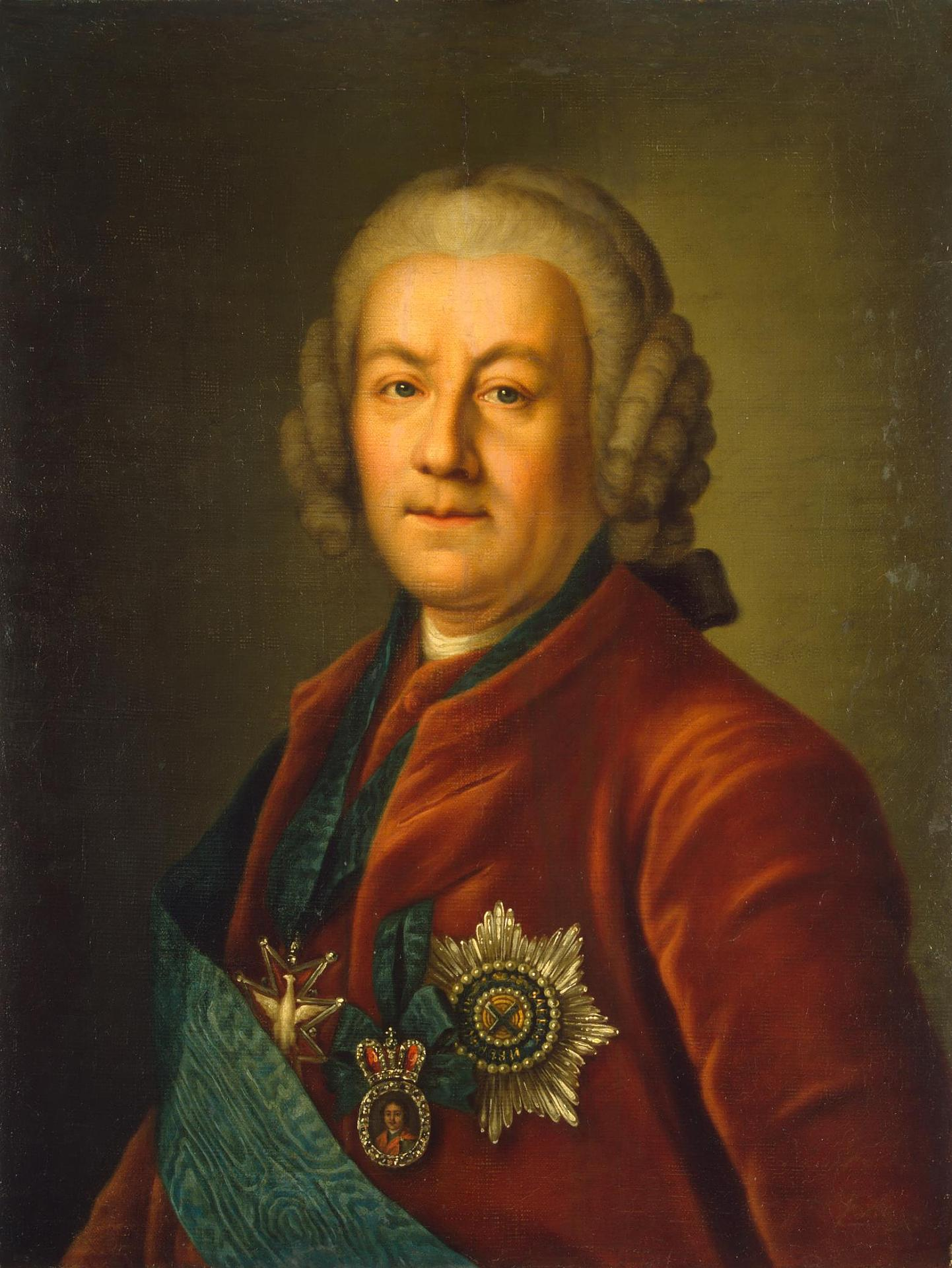
Alekséi Bestúzhev-Riumin.

- Fiódor Golovín 1700–06
- Piotr Shafírov 1706–08
- Gavriil Golovkin 1706–34
- Andréi Osterman 1734–40
- Alekséi Cherkaski 1740–42
- Alekséi Bestúzhev-Riumin 1744–58
- Mijaíl Vorontsov 1758–63
- Nikita Panin 1763–81
- Iván Osterman 1781–97
- Aleksandr Bezborodko 1797–99
- Fiódor Rostopchín 1799–1801
- Nikita Petróvich Panin 1801

## Ministros de Asuntos Exteriores del Imperio Ruso (1801-1917)
- Viktor Kochubey 1801–02
- Aleksandr Vorontsov 1802–04
- Adam Jerzy Czartoryski 1804–06
- Andréi Budberg 1806–08
- Nikolái Rumiantsev 1808–14
- Karl Nesselrode 1814–56

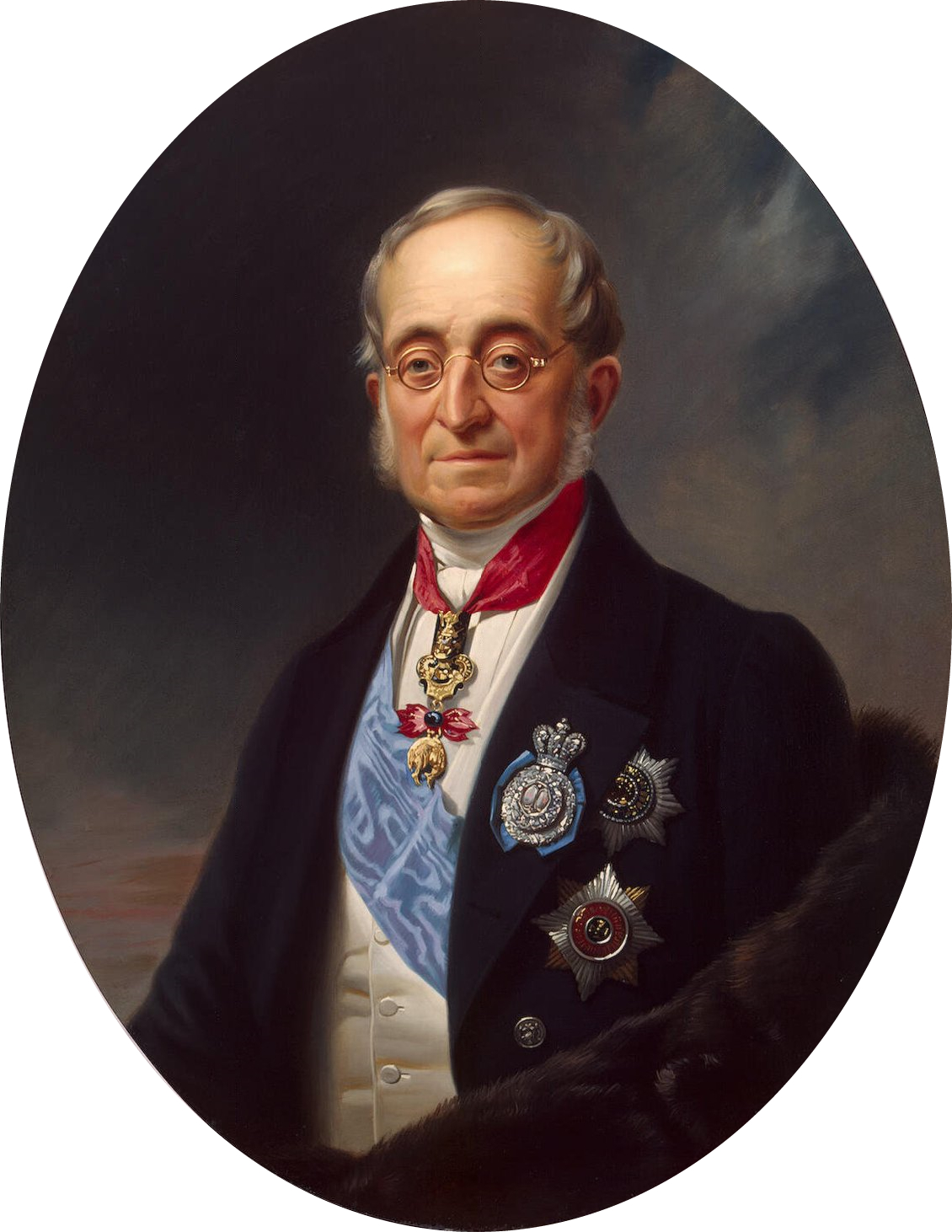
Karl Nesselrode

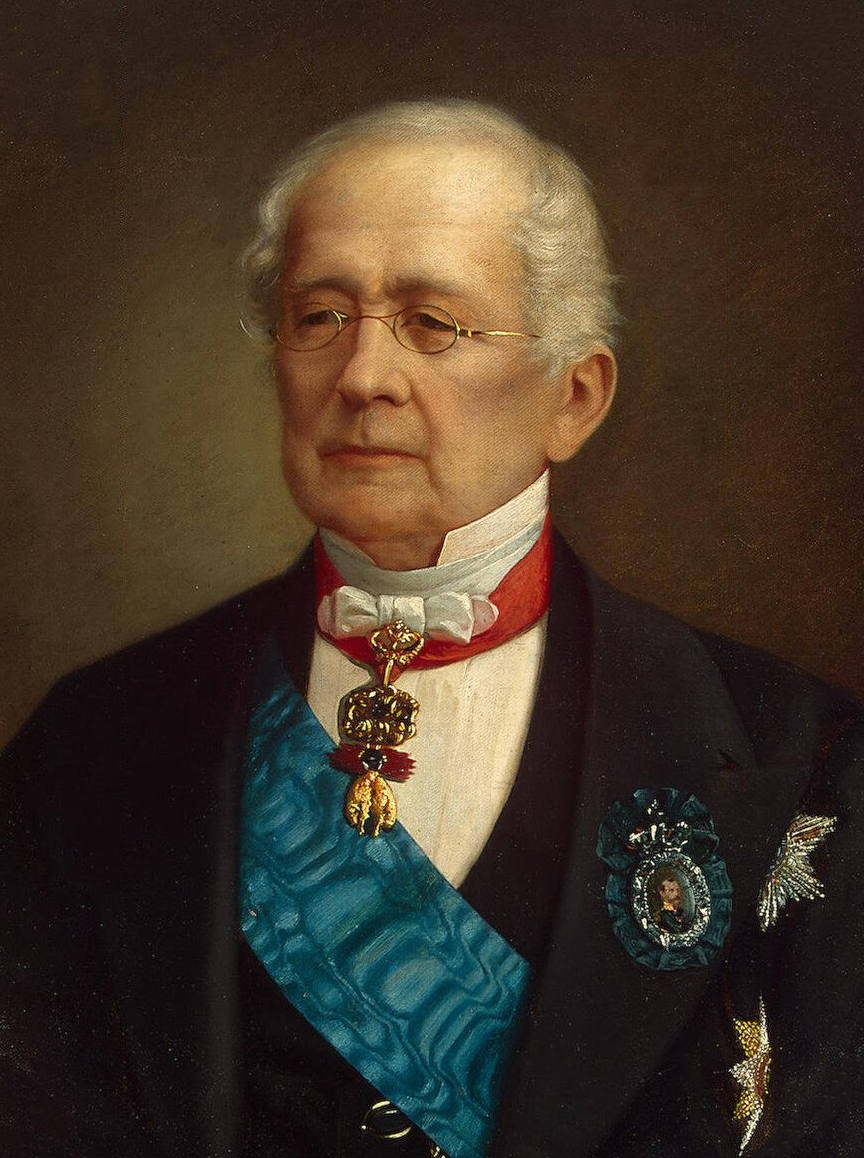
Alexander Gorchakov

- Ioannis Kapodistrias 1816–22 (junto con Nesselrode)
- Aleksandr Gorchakov 1856–82
- Nicholas de Giers 1882–95
- Alekséi Lobánov-Rostovski 1895–96
- Nikolái Shishkin 1896–97
- Mijaíl Muraviov 1897–1900
- Vladimir Lambsdorff 1900–06
- Aleksandr Izvolski 1906–10
- Serguéi Sazónov 1910–16
- Borís Shtiúrmer 1916
- Nikolái Pokrovsky 1916–17

## Ministros de Asuntos Exteriores del Gobierno provisional de Rusia (1917)
- Pável Miliukov (marzo-mayo de 1917)
- Mijaíl Tereshchenko (mayo-octubre de 1917)

## Ministros de Asuntos Exteriores de la Rusia Soviética (1917-1922)
- León Trotski
- Georgi Chicherin

## Ministros de Asuntos Exteriores de la Unión Soviética (1922-1991)
- Georgi Chicherin 1922-30
- Maxim Litvinov 1930-39
- Viacheslav Mólotov 1939-1949
- Andréi Vyshinski 1949-1953
- Viacheslav Mólotov 1953-1956

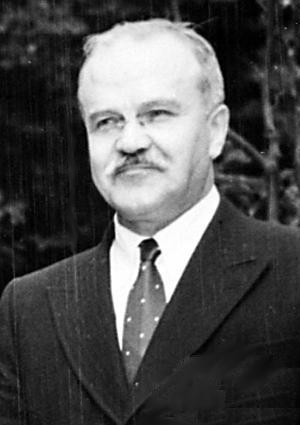
Viacheslav Mólotov

- Dmitri Shepílov (junio de 1956-febrero de 1957)
- Andréi Gromyko (14 de febrero de 1957-27 de julio de 1985)
- Eduard Shevardnadze (28 de julio de 1985-20 de diciembre de 1990)
- Aleksandr Bessmertnij (20 de diciembre de 1990-28 de agosto de 1991)
- Borís Pankin (28 de agosto-14 de noviembre de 1991)
- Eduard Shevardnadze (19 de noviembre-26 de diciembre de 1991)

## Ministros de Asuntos Exteriores de la Federación Rusa (a partir de 1991)

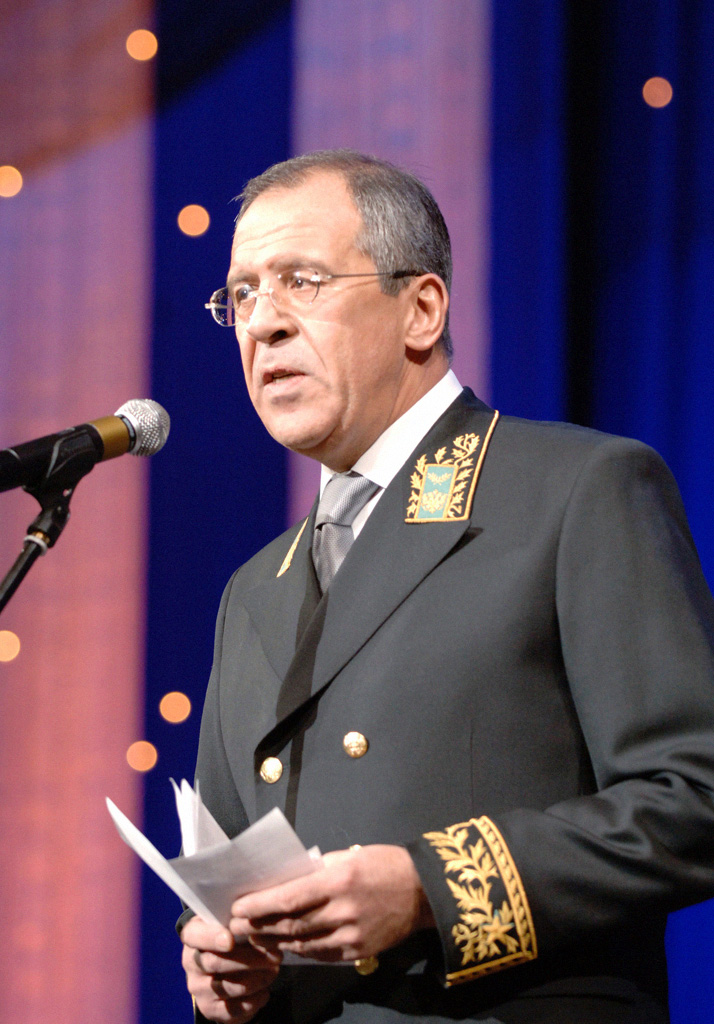
Serguéi Lavrov

- Andréi Kozyrev 1991–96
- Yevgeny Primakov 1996–98
- Igor Ivánov 1998–2004
- Serguéi Lavrov 2004–act.